# Primera División de Venezuela 1982
La Primera División de Venezuela 1982 fue la 26.ª edición de la Primera División de Venezuela desde su creación en 1957. El torneo fue disputado por 12 equipos. Atlético San Cristóbal se coronó campeón.

## Sistema de competencia
Los 12 equipos se enfrentaron entre sí, dos veces, totalizando 22 partidos cada uno, al final los mejores 6 clasificaron a la fase final donde se volvieron a enfrentar. En la fase final se enfrentaron entre sí, dos veces, totalizando 10 partidos cada uno, al final el primer clasificado se coronó campeón y se clasificó a la Copa Libertadores 1983 mientras que el segundo fue subcampeón también consiguiendo un cupo para la Libertadores 1983.

## Equipos participantes
| Club                     | Estado           |
| ------------------------ | ---------------- |
| Atlético San Cristóbal   | Táchira          |
| Atlético Zamora          | Barinas          |
| Deportivo Galicia        | Distrito Federal |
| Deportivo Italia         | Distrito Federal |
| Deportivo Lara           | Lara             |
| Deportivo Portugués      | Distrito Federal |
| Deportivo Táchira        | Táchira          |
| Estudiantes de Mérida    | Mérida           |
| Petroleros del Zulia     | Zulia            |
| Portuguesa F.C.          | Portuguesa       |
| Valencia F.C.            | Carabobo         |
| Universidad de Los Andes | Mérida           |

## Primera fase

### Clasificación
|     | Equipo                   | PTS | PJ | PG | PE | PP | GF | GC | DG  |
| --- | ------------------------ | --- | -- | -- | -- | -- | -- | -- | --- |
| 1.  | Universidad de los Andes | 29  | 22 | 12 | 5  | 5  | 29 | 13 | 16  |
| 2.  | Estudiantes de Mérida    | 28  | 22 | 11 | 6  | 5  | 37 | 21 | 16  |
| 3.  | Atlético San Cristóbal   | 27  | 22 | 9  | 9  | 4  | 23 | 14 | 9   |
| 4.  | Deportivo Táchira        | 26  | 22 | 9  | 8  | 5  | 33 | 21 | 12  |
| 5.  | Deportivo Italia         | 24  | 22 | 6  | 12 | 4  | 19 | 15 | 4   |
| 6.  | Portuguesa F.C.          | 24  | 22 | 8  | 8  | 6  | 26 | 28 | -2  |
| 7.  | Deportivo Galicia        | 24  | 22 | 6  | 12 | 4  | 17 | 20 | -3  |
| 8.  | Petroleros del Zulia     | 21  | 22 | 7  | 7  | 8  | 26 | 29 | -3  |
| 9.  | Deportivo Lara           | 20  | 22 | 5  | 10 | 7  | 17 | 26 | -6  |
| 10. | Atlético Zamora          | 16  | 22 | 4  | 8  | 10 | 21 | 26 | -5  |
| 11. | Deportivo Portugués      | 13  | 22 | 4  | 5  | 13 | 16 | 36 | -20 |
| 12. | Valencia F.C.            | 12  | 22 | 2  | 8  | 12 | 8  | 26 | -18 |

|  | Clasificados a la Fase Final      |
|  | Desciende a Segunda División 1983 |

## Fase Final

### Clasificación
|    | Equipo                   | PTS | PJ | PG | PE | PP | GF | GC | DG |
| -- | ------------------------ | --- | -- | -- | -- | -- | -- | -- | -- |
| 1. | Atlético San Cristóbal   | 12  | 10 | 3  | 6  | 1  | 9  | 9  | 0  |
| 2. | Deportivo Táchira        | 11  | 10 | 3  | 5  | 2  | 9  | 6  | 3  |
| 3. | Universidad de los Andes | 11  | 10 | 4  | 3  | 3  | 9  | 9  | 0  |
| 4. | Portuguesa F.C.          | 10  | 10 | 2  | 6  | 2  | 10 | 11 | -1 |
| 5. | Estudiantes de Mérida    | 8   | 10 | 3  | 2  | 5  | 14 | 12 | 2  |
| 6. | Deportivo Italia         | 8   | 10 | 2  | 4  | 4  | 6  | 10 | -4 |

|  | Campeón, clasificado para la Copa Libertadores 1983.    |
|  | Subcampeón, clasificado para la Copa Libertadores 1983. |

### Resultados

#### Primera vuelta
| Estudiantes de Mérida | 0 - 1 | Universidad de los Andes | Guillermo Soto Rosa           | 26 de septiembre |
| Deportivo Italia      | 0 - 0 | Atlético San Cristóbal   | Olímpico de la UCV            | 26 de septiembre |
| Deportivo Táchira     | 1 - 1 | Portuguesa F.C.          | Polideportivo de Pueblo Nuevo | 26 de septiembre |

| Universidad de los Andes | 2 - 1 | Deportivo Táchira     | Guillermo Soto Rosa           | 3 de octubre |
| Atlético San Cristóbal   | 4 - 2 | Estudiantes de Mérida | Polideportivo de Pueblo Nuevo | 3 de octubre |
| Portuguesa F.C.          | 1 - 1 | Deportivo Italia      | José Antonio Páez             | 3 de octubre |

| Atlético San Cristóbal | 1 - 1 | Deportivo Táchira        | Polideportivo de Pueblo Nuevo | 10 de octubre |
| Estudiantes de Mérida  | 4 - 1 | Deportivo Italia         | Guillermo Soto Rosa           | 10 de octubre |
| Portuguesa F.C.        | 1 - 1 | Universidad de los Andes | José Antonio Páez             | 12 de octubre |

| Deportivo Italia       | 2 - 0 | Universidad de los Andes | Olímpico de la UCV            | 17 de octubre |
| Atlético San Cristóbal | 1 - 0 | Portuguesa F.C.          | Polideportivo de Pueblo Nuevo | 17 de octubre |
| Estudiantes de Mérida  | 2 - 1 | Deportivo Táchira        | Guillermo Soto Rosa           | 17 de octubre |

| Universidad de los Andes | 0 - 0 | Atlético San Cristóbal | Guillermo Soto Rosa           | 24 de octubre |
| Portuguesa F.C.          | 1 - 0 | Estudiantes de Mérida  | José Antonio Páez             | 24 de octubre |
| Deportivo Táchira        | 2 - 0 | Deportivo Italia       | Polideportivo de Pueblo Nuevo | 24 de octubre |

#### Segunda vuelta
| Universidad de los Andes | 0 - 0 | Estudiantes de Mérida | Guillermo Soto Rosa           | 31 de octubre |
| Atlético San Cristóbal   | 0 - 0 | Deportivo Italia      | Polideportivo de Pueblo Nuevo | 31 de octubre |
| Portuguesa F.C.          | 0 - 0 | Deportivo Táchira     | José Antonio Páez             | 31 de octubre |

| Deportivo Táchira     | 2 - 0 | Universidad de los Andes | Polideportivo de Pueblo Nuevo | 7 de noviembre |
| Deportivo Italia      | 1 - 2 | Portuguesa F.C.          | Olímpico de la UCV            | 7 de noviembre |
| Estudiantes de Mérida | 5 - 1 | Atlético San Cristóbal   | Guillermo Soto Rosa           | 7 de noviembre |

| Universidad de los Andes | 4 - 2 | Portuguesa F.C.        | Guillermo Soto Rosa           | 14 de noviembre |
| Deportivo Táchira        | 0 - 0 | Atlético San Cristóbal | Polideportivo de Pueblo Nuevo | 14 de noviembre |
| Deportivo Italia         | 1 - 0 | Estudiantes de Mérida  | Olímpico de la UCV            | 14 de noviembre |

| Universidad de los Andes | 1 - 0 | Deportivo Italia       | Guillermo Soto Rosa           | 21 de noviembre |
| Deportivo Táchira        | 1 - 0 | Estudiantes de Mérida  | Polideportivo de Pueblo Nuevo | 21 de noviembre |
| Portuguesa F.C.          | 1 - 1 | Atlético San Cristóbal | José Antonio Páez             | 21 de noviembre |

| Atlético San Cristóbal | 1 - 0 | Universidad de los Andes | Polideportivo de Pueblo Nuevo | 28 de noviembre |
| Deportivo Italia       | 0 - 0 | Deportivo Táchira        | Olímpico de la UCV            | 28 de noviembre |
| Estudiantes de Mérida  | 1 - 1 | Portuguesa F.C.          | Guillermo Soto Rosa           | 28 de noviembre |